# Stadtteilschule Richard-Linde-Weg
Die Stadtteilschule Richard-Linde-Weg (ehemals Volks- und Realschule Richard-Linde-Weg und Grund- und Hauptschule Lohbrügge Richard-Linde-Weg) ist eine Stadtteilschule im Hamburger Stadtteil Lohbrügge. Die Schule wurde nach der ihr anliegenden Straße „Richard-Linde-Weg“ benannt, welche wiederum nach dem Heimatforscher Richard Linde benannt ist.

## Geschichte
Die Grundsteinlegung für das noch heute bestehende Hauptgebäude erfolgte am 27. April 1956 durch den damaligen Schulleiter Karl Drewes. Die Schule besteht fortan aus einem zusammenhängenden Trakt aus fünf Häusern inklusive Verwaltung, Fachräumen und Unterrichtsräumen. Ein Jahr später, am 31. Juli 1957, wurde die Schule als Grund- und Hauptschule Lohbrügge Richard-Linde-Weg eingeweiht, im August 1957 begann der Unterrichtsbetrieb. Im Jahr 1959 wurden die Turnhalle und der Sportplatz eingeweiht. Eine weitere Baumaßnahme war die Verlängerung des Unterstufentraktes um vier weitere Unterrichtsräume, der Bau des Oberstufenhauses mit vier Unterrichtsräumen und der Bau der Aula im Jahr 1961. 1969 erhielt die Schule dann einen Pavillon mit zwei Unterrichtsräumen.
Im Schuljahr 1974/1975 eröffnete die Schule ihren ersten Realschulzweig und wurde damit zur Grund-, Haupt- und Realschule Lohbrügge Richard-Linde-Weg (kurz: Schule Lohbrügge Richard-Linde-Weg). Mit der Hamburger Schulreform wurde aus der Haupt- und Realschule zu Beginn des Schuljahres 2010/11 eine Stadtteilschule. Seitdem bietet sie über den Realschulabschluss hinaus auch das Abitur an.

## Profil
Die Stadtteilschule Richard-Linde-Weg zeichnet sich durch Berufsorientierung, Medienkompetenz, Naturwissenschaften, Inklusion und individuelle Förderung aus. Die Schule ist eine teilgebundene Ganztagsschule, das heißt, dass Nachmittagsunterricht verpflichtend an 3 von 5 Tagen stattfindet. Folgend nun einige Informationen über das Profil der Schule.

### Medienkompetenz
Die Medienanstalt Hamburg/Schleswig-Holstein und der Fernsehsender Tide TV fördern die Medienkompetenz an der Schule Richard-Linde-Weg. Aus der Medienarbeit gehen mehrere Kooperationen im Stadtteil, aber auch zu anderen Unternehmen und Bildungseinrichtungen hervor. Dazu gehören:
- das Projekt „Medienscouts“ des Landesinstitutes für Lehrerfortbildung der Behörde für Schule und Berufsbildung (LI)
- das Projekt „Netzdurchblick“ in Zusammenarbeit mit der Hochschule für Angewandte Wissenschaften Hamburg
- Mediennetz Hamburg mit den Projekten „Creative Gaming“ und „Mobile Movie“
- Kooperation mit dem KIKU Kinderkulturhaus Lohbrügge des Kulturzentrums LOLA

Die Vermittlung von Kompetenz im Umgang mit neuen Medien zieht sich von der 5. Klasse bis zur Oberstufe.

### Naturwissenschaften
Zur Ausbildung naturwissenschaftlichen Verständnisses von Schülerinnen und Schülern verfügt die Schule über ein LEGO Innovation Studio mit Materialien aus dem LEGO-Education-Programm. Dieses kann auch von anderen Schulen im Stadtteil genutzt werden.

### Inklusion und individuelle Förderung
Für die Förderung des individualisierten Lernens und des selbstständigen Arbeitens wird in der Unterstufe auf Teile der Montessoripädagogik zurückgegriffen. So sind die Unterrichtsräume der Unterstufe mit zahlreichen Montessori-Materialien ausgestattet. Zudem verfolgt die Schule durch den Einsatz von multiprofessionellen Klassenlehrer-Teams eine inklusive Unterrichtsidee.

### Oberstufe
Seit dem Schuljahr 2010/2011 führt die Schule eine eigene gymnasiale Oberstufe. Neben dem Haupt- und Realschulabschluss kann seitdem auch das Abitur erlangt werden. Im Rahmen der Profiloberstufe bietet die Schule vier Profile an:
- Mensch und Medien (PGW – Biologie – Seminar)
- Naturwissenschaft und Verantwortung (Physik – Philosophie – Seminar)
- Gesellschaftliche Bedeutung des Sports (PGW – Sport-Praxis – Sport-Theorie – Geschichte – Seminar)

Seit 2013 bietet die Schule das Profil „Schülerfirma“ an, das mit dem Preis „Unseren Schulen“ der Claussen-Simon-Stiftung mit 50.000 € gefördert wird.
Neben den Profilen an der Stadtteilschule Richard-Linde-Weg können die Schüler der Oberstufe zusätzlich die Profile des Gymnasiums Bornbrook wählen.

## Netthelp
Netthelp ist eine Schülerfirma der Stadtteilschule Richard-Linde-Weg, welche im Rahmen der Bergedorfer Schülernetzhilfe e.V. tätig ist. Die Schüler bei Netthelp haben sich auf Dienstleistungen im IT-Bereich spezialisiert, unter anderem Webdesign, Lösen von Computerproblemen, IT-/Netzwerkbetreuung und Computerkurse. Netthelp wurde im Jahr 1999 von wirtschaftlich und technisch interessierten Schülern und Uwe Debacher, dem betreuenden Lehrer, gegründet. Das Ziel der Schülerfirma Netthelp ist, dass sich die Schüler, genannt „Netthelper“, durch ihre Arbeit bei Netthelp umfangreiches Wissen in den Bereichen der Computertechnik und der Wirtschaft aneignen. Netthelp hat schon mehrere Auszeichnungen gewonnen, darunter mehrmals den 1. Platz bei Jugend forscht.